# Klokočov (okres Michalovce)
Klokočov je obec na Slovensku. Nachází se v Košickém kraji, v okrese Michalovce. Obec má rozlohu 11,94 km² a leží v nadmořské výšce 138 m. V roce 2011 v obci žilo 404 obyvatel.  První písemná zmínka o obci pochází z roku 1358.
Obec je jedním z významných rekreačních center na severním břehu přehrady Zemplínská šírava, na jižním úpatí vulkanického pohoří Vihorlat. Je i nejvýznamnějším řeckokatolickým poutním místem na Zemplíně. Věřící každoročně přicházejí do chrámu Zesnutí přesvaté Bohorodičky z roku 1834 k obrazu Panny Marie, který údajně slzel v roce 1670, kdy jej zneuctili heretici. Původní ikona byla namalována neznámým malířem na dřevě. Dnešní ikona Bohorodičky v Klokočově je druhou kopií, korunována byla v roce 1948.